# 罗伯托·加利亚
罗伯托·加利亚（義大利語：Roberto Galia，1963年3月16日—），意大利男子足球运动员，司职中场。他曾代表意大利国奥队参加1988年夏季奥林匹克运动会足球比赛，获得第四名。